# Aldershot Town FC
Aldershot Town FC är en engelsk fotbollsklubb i Aldershot, grundad 1992. Hemmamatcherna spelas på Recreation Ground. Smeknamnet är The Shots.

## Historia
Klubben grundades våren 1992 strax efter nedläggningen av The Football League-klubben Aldershot FC, som fick läggas ned på grund av skulder. De hade då spelat i ligan sedan 1932. Liksom den gamla klubben spelar man sina matcher på Recreation Ground.
Den första säsongen 1992/93 gick Aldershot Town med i Isthmian League Third Division, som man vann på första försöket. Året efter kom man trea i Second Division och gick upp till First Division. Fyra år senare vann man First Division och ytterligare fem år senare vann man ligans Premier Division och tog sig då upp till Football Conference.
Säsongen 2007/08 avancerade klubben för första gången upp till The Football League genom seger i Conference Premier och spelade sedan där i League Two fram till och med säsongen 2012/13. På grund av dålig ekonomi fick klubben starta säsongen 2013/14 på -10 poäng. Nytt kontrakt i Conference Premier säkrades vid säsongens slut enbart på bättre målskillnad.

## Meriter

### Liga
- National League (tidigare Conference National/Premier): Mästare 2007/08
- Isthmian League Premier Division: Mästare 2002/03
- Isthmian League First Division: Mästare 1997/98
- Isthmian League Third Division: Mästare 1992/93

### Cup
- Conference League Cup: Mästare 2007/08